# Чупіков Євген Євгенович
Євген Євгенович Чупіков — солдат окремого загону спеціального призначення НГУ «Азов» Національної гвардії України, учасник російсько-української війни, що загинув у ході російського вторгнення в Україну в 2022 році.

## Життєпис
Євген Чупіков народився 2001 року в місті Тернівка Дніпропетровської області. Після закінчення загальноосвітньої школи з 2021 року пішов на військову службу до окремого загону спеціального призначення НГУ «Азов» Національної гвардії України. З початком повномасштабного російського вторгнення в Україну брав участь в обороні Маріуполя. Загинув Євген Чупіков у бою 20 квітня 2022 року. Посмертно нагороджений орденом «За мужність» ІІІ ступеня.

## Родина
У загиблого залишилися батьки і молодший брат.

## Нагороди
- Орден «За мужність» III ступеня (2022, посмертно) — за особисту мужність і самовіддані дії, виявлені у захисті державного суверенітету та територіальної цілісності України, вірність військовій присязі[2].